# St.-Apern-Kloster
St. Apern war ein Zisterzienserinnenkloster in Köln.

## Geschichte
An der heutigen St.-Apern-Straße wurde vor 1169 eine dem heiligen Aper von Toul gewidmete Kapelle errichtet. Später gliederte sich hier ein Hospital und eine Klause von Franziskanerinnen an.
1477 siedelten sich in St. Apern Zisterzienserinnen des Klosters von St. Mechtern an, die ihren Konvent vor den Toren der Stadt aufgeben mussten. 1477 bis 1487 erfolgte der Bau einer neuen Klosterkirche mit dem Patrozinium des heiligen  Bartholomäus. 1621 bis 1625 wurde diese durch einen Neubau ersetzt. Die offizielle Bezeichnung des Klosters lautete monasterium  s. Bartholomaei Coloniae. Es unterstand, wie bereits vor der Umsiedlung, der Zisterzienserabtei Altenberg, die die Außenvertretung des Klosters gegenüber der Stadt und den Gerichten wahrnahm. Altenberger Mönche waren an der Klosterkirche als Beichtväter und Kapläne tätig. Das Kloster ging im Zuge der Säkularisation 1802 unter, die auch den Abriss der Klosterkirche zur Folge hatte.